# サラミスの海戦

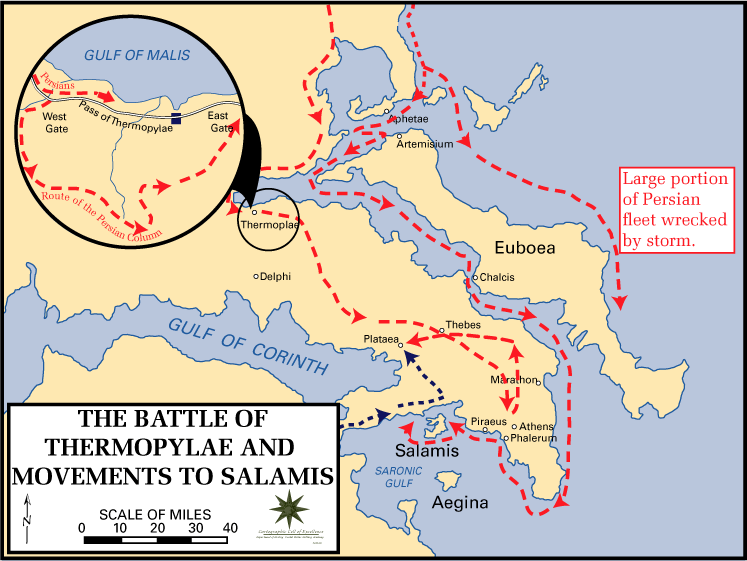
サラミスの海戦までのペルシア遠征軍の動き

サラミスの海戦（サラミスのかいせん、ギリシア語: Ναυμαχία της Σαλαμίνας、英語: Battle of Salamis）は、ペルシア戦争最中の紀元前480年9月、ギリシアのサラミス島近海で、ギリシア艦隊とペルシア艦隊の間で行われた海戦。ヘロドトスの『歴史』（第8巻）に詳しい。
この海戦でギリシア艦隊が勝利をおさめ、ペルシア戦争は新たな局面を迎えることになる。

## 背景
ペルシア遠征軍にテルモピュライを突破され、アルテミシオンから撤退したギリシア艦隊は、アテナイの要請により、ファレロン湾内のサラミス島に艦船を集結させた。事前にトロイゼンに集結していた他のギリシア艦隊が合流し、総指揮官エウリュビアデスのもと、主戦場をどこに置くかで合議を計った。テルモピュライ、アルテミシオンの防衛線が突破されたことによって事実上アッティカは放棄されており、また、アテナイのアクロポリス陥落の一報が入って全軍が恐慌状態に陥ったこともあって、ひとまずイストモスを決戦の場とすることで会議は閉会した。
しかし、アテナイのテミストクレスは指揮官エウリュビアデスを訪ね、サラミスでの艦隊の集結を解けば各都市の艦隊は自らの故郷に帰還し、再びギリシアが連合することはないと述べて会議を再度開催するよう説き伏せた。翌朝、再び戦略会議が開催され、テミストクレスはサラミスでの海戦を強く主張した。エウリュビアデスはアテナイ艦隊の離脱を恐れ、サラミスでの海戦を決定したが、コリントスのアデイマントスらはこれに強く反対し、会議は紛糾した。論戦の最中、テミストクレスは密かにペルシアのクセルクセス1世のもとに使者を送り、ギリシア艦隊がイストモスに待避する準備をしていることを伝えた。テミストクレスはペルシアに内通することで戦争に負けた場合の活路を確保し、また、ペルシア艦隊をけしかけることによってサラミスでの決戦に到るよう仕向けたのである。
ペルシア側はテミストクレスの言葉を信じ、夜半、兵士をプシュッタレイア島に上陸させ、サラミス島のキュノスラ半島からギリシア本土までの海峡を船団で封鎖した。さらに、ディオドロスによるとエジプト艦隊200隻がサラミス島の外側を迂回してメガラに抜ける水道を封鎖した。ギリシア艦隊はペルシア艦隊の動きに全く気付かなかったが、アイギナから支援に駆け付けたアテナイのアリステイデスが会議に出席し、ギリシア艦隊が完全に包囲されているため、戦闘の準備を行うよう勧告した。大半の人々はアリステイデスの言葉を信じなかったが、テノスの三段櫂船1艘がペルシアから離反してギリシア側に事実を伝えたため、ギリシア側は戦闘の準備にとりかかった。

## 両軍の戦力

### ギリシア艦隊

#### 三段櫂船

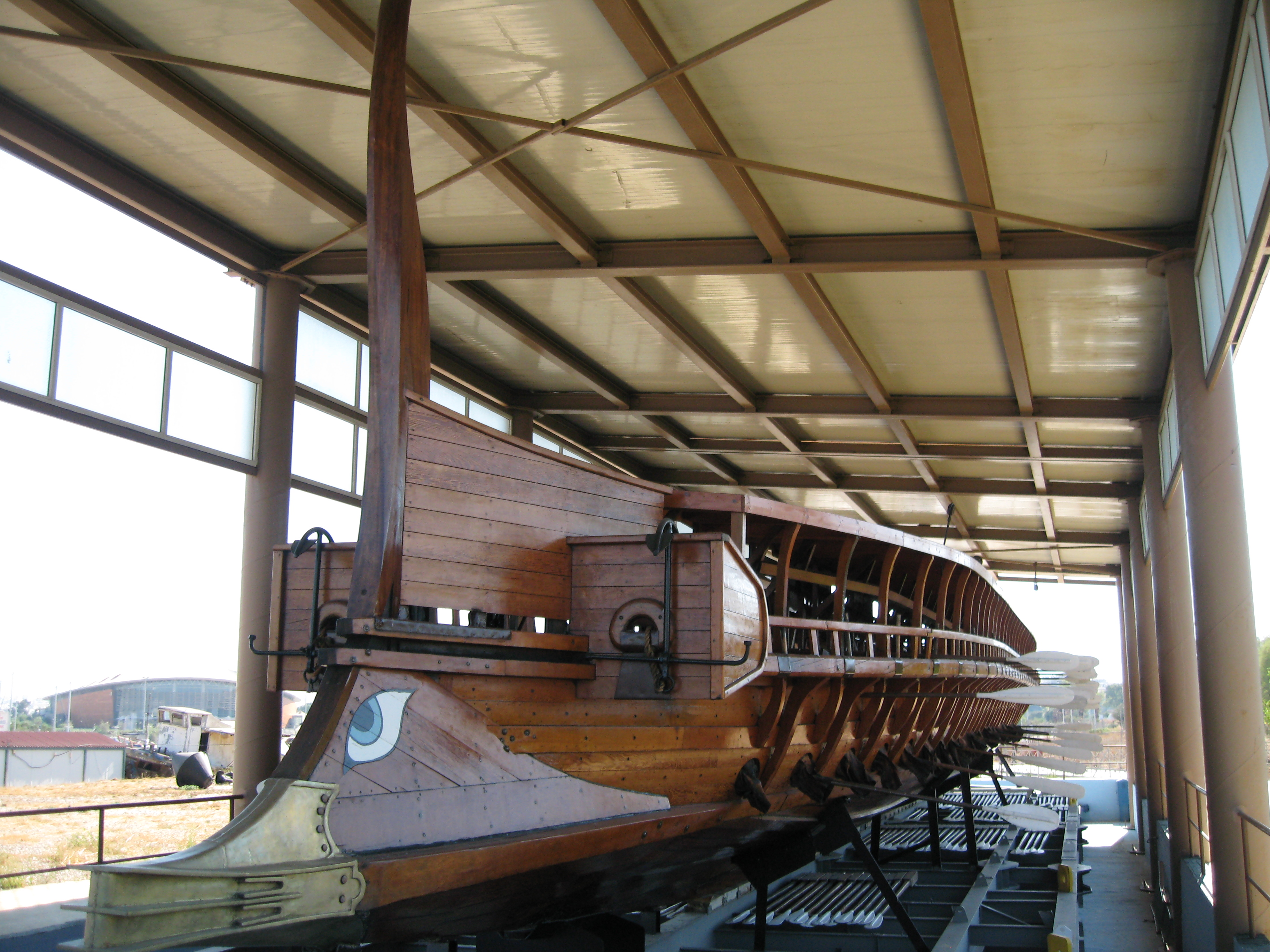
三段櫂船（復元）

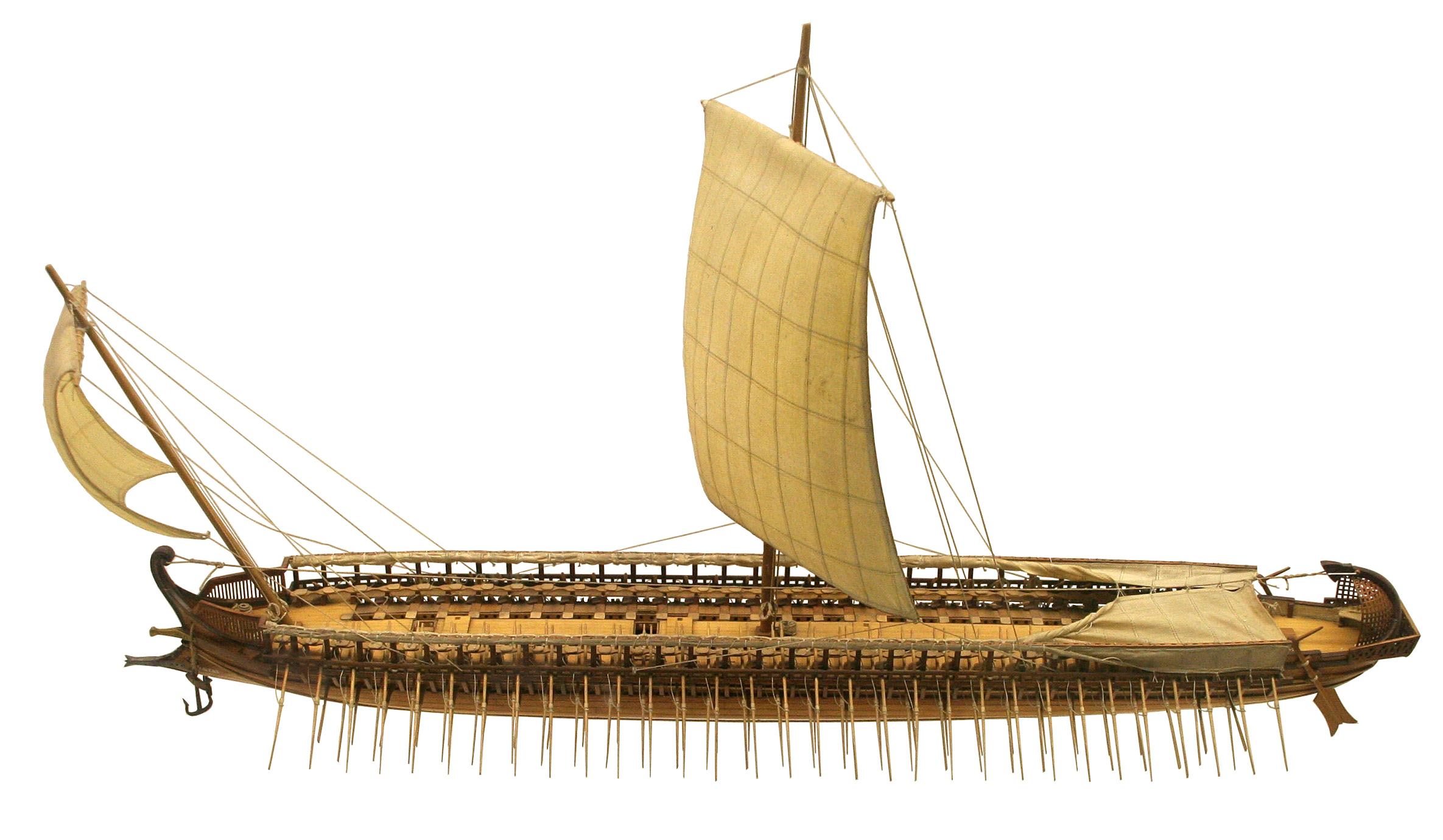
三段櫂船（モデル）
ギリシア連合艦隊の主力艦艇

| アテナイ軍:                 | 180隻 |
| コリントス軍:               | 40隻  |
| アイギナ軍:                 | 30隻  |
| メガラ軍:                   | 20隻  |
| カルキス軍（アテナイ船籍）: | 20隻  |
| スパルタ軍:                 | 18隻  |
| シキュオン軍:               | 15隻  |
| エピダウロス軍:             | 10隻  |
| アンブラキア軍:             | 7隻   |
| エレトリア軍:               | 7隻   |
| トロイゼン軍:               | 5隻   |
| ナクソス軍:                 | 4隻   |
| ヘルミオネ軍:               | 3隻   |
| レウカス軍:                 | 3隻   |
| ケオス軍:                   | 2隻   |
| ストゥラ軍:                 | 2隻   |
| キュトノス軍:               | 1隻   |
| テノス軍:                   | 1隻   |
| クロトン軍:                 | 1隻   |
| レムノス軍:                 | 1隻   |
| 合計                        | 380隻 |

#### 50櫂船
| ケオス軍:     | 2隻 |
| キュトノス軍: | 1隻 |
| メロス軍:     | 1隻 |
| シプノス軍:   | 1隻 |
| セリポス軍:   | 1隻 |
| 合計          | 6隻 |

### ペルシア艦隊

#### 三段櫂船
| 合計 | 684隻 |

#### その他の艦船
クセルクセス1世が、サラミス島のキュノスラ半島からギリシア本土に船を繋いで船橋を作ろうとしていたことから、30櫂船・50櫂船・馬匹輸送船は、まだかなり残存していたと思われる。

## 戦いの経過
紀元前480年9月20日ごろ（29日説あり）の明朝、テミストクレスによる訓示の後、ギリシアの全艦艇は停泊地より一斉に出撃した。ペルシア艦隊はギリシア艦艇の出撃を知ると、キュノスラ半島を越え、サラミス水道に侵入した。
ギリシア軍はペルシア艦隊を認めると、逆櫓を漕いでペルシア艦隊とは逆の方向、つまりサラミス島の陸側に向かうような動きを見せた。これについてプルタルコスは、テミストクレスがこの水道に一定の時刻になると吹く風（シロッコ）を利用するため、ペルシア艦隊を前にすると逆櫓を漕いで後退し、時間を稼いだとしている。
ヘロドトスによると、ギリシア側は、西翼にアテナイ艦隊、東翼にスパルタ艦隊を配置し、対するペルシア側の布陣は西翼にフェニキア艦隊、東翼にイオニア連合艦隊が展開するものであった。
戦闘の始まりについてヘロドトスは複数の説を伝えている。アテナイによれば、アテナイ船1隻が戦列を抜けてペルシア艦隊に突っ込み、他の艦船もこれを救援すべく突入したことで戦闘が開かれたとしている。また、アイギナによると、神霊をむかえてアイギナより来航したアイギナ三段櫂船がペルシア艦艇と最初の戦闘を行ったとしている。また、ギリシア軍の眼前に1人の女性が現れ、全軍を鼓舞激励したとも伝えている。
実際の戦闘がサラミス水道のどこで行われたのか、また、全勢力が激突したのか、あるいは包囲線をギリシア艦隊が突破したと見るのかは、古来より諸説あり、ヘロドトスも具体的な記述を残していないため不明である。しかし、ヘロドトスはペルシア艦隊の敗因として戦列の乱れを挙げている。
プルタルコスが、テミストクレスが風待ちを行ったという記述を残していることを考えると、艦船への直接打撃を行うため喫水が深く重い造りのギリシア艦船に比べ、兵を敵船に揚げるために重心の高い造りとなっているペルシア艦船は、シロッコによる高波で、また、日没前にはマイストロと呼ばれる西風による高波で思うように動きが取れなかったと推察される。
戦闘海域も大艦隊を誘導するには狭すぎ、戦列が乱れたところにギリシア艦隊の船間突破戦法を受けたと考えられる。
この戦闘で名声を得たのはアイギナ艦隊とアテナイ艦隊であった。アテナイの将軍アリステイデスは、サラミス海岸に配置されていた重装歩兵を率いてプシュッタレイア島に上陸し、ペルシア歩兵を全滅させた。
敗戦を悟ったクセルクセス1世は、日没とともに艦隊をファレロン湾まで後退させ、戦闘は終結した。

## 戦いの影響
ギリシア艦隊はこの戦闘が終わったとは思わなかったが、クセルクセスは完全に戦意を喪失し、戦闘継続の構えを見せつつも、マルドニオスに陸上部隊を預け、自身はペルシア艦隊とともに撤退した。ギリシア艦隊はペルシア艦隊の後退を知るとアンドロス島まで追撃したが、ここで軍議を行い、今後の対応について協議を行った。
テミストクレスは直ちにクセルクセスを追ってヘレスポントスに急行すべきことを主張したが、エウリュビアデスはクセルクセスの帰路を阻害すれば、かえってペルシア側が死にもの狂いで反撃にでる可能性を示唆し、これを諌めた。テミストクレスは追撃にはやるアテナイ艦隊を制止し、クセルクセスに対しては、伝令に走らせた部下に、自らがペルシア艦隊の追撃を阻止したと告げさせた。
サラミスの海戦でのギリシア海軍の勝利により、ペルシア遠征軍の進撃は停止し、ペルシア戦争は膠着状態に陥った。ペルシア軍が北方へ後退したとは言え、その勢力は健在で、翌年には再びアテナイが占拠されることになる。しかし、クセルクセスの戦意が削がれ、地の利も持たないペルシア遠征軍は、次第に苦しい立場におかれることになった。その意味で、サラミスの海戦はペルシア戦争の決定的な転機であった。
この戦闘の牽引役となったアテナイにとっても、この勝利は強力な海上国家に成長する重要な出来事であった。ヘロドトスによると、当時のアテナイにおいて指導的な立場にあり、この戦闘の勝利に大きく貢献したテミストクレスは、評定が開かれたアンドロス島を包囲して占領し、ここを根城にしてペルシア側に靡いた他の島嶼部のポリスからも金品を巻き上げたとしている。
さらにプルタルコスによると、ギリシア艦隊は越冬のためにパガサイに停泊していたが、テミストクレスはこれを焼き払い、アテナイ艦隊のみを残そうと計ったとしている。
テミストクレスは、アテナイ艦隊の建造の提唱者であり、また、この戦闘の後は外港となるペイライエウス（現ピレウス）を整備し、これとアテナイ市街を城壁で結ぶなどの功績を残したが、その独善的な態度が僭主への欲望と見なされ、警戒したアテナイ市民によって陶片追放、さらに国家反逆罪で告発されることになったため、敵国であるペルシアに逃亡した。テミストクレスの追放によって、高潔な人物として知られるアリステイデスがアテナイの指導者となり、ペルシア来寇の備えとしてポリスの連合体であるデロス同盟を成立させることとなった。彼は艦艇を提供できないポリスに対して、その代わりとなる上納金の査定を行ったが、やがてその上納金はアテナイの独占するところとなり、その台頭の資金源となるのである。